# سويرو (شوي بانة)
سویرو (بالفارسية: سویرو) هي قرية تقع في إيران في البلدة المركزية. يقدر عدد سكانها بـ 300 نسمة .